# Porter 'n' Dolly
Porter 'n' Dolly es el undécimo álbum de estudio colaborativo de los músicos de country Porter Wagoner y Dolly Parton. Fue publicado en agosto de 1974 a través de RCA Records.

## Grabación y contenido
Las sesiones de grabación del álbum tuvieron lugar en Nashville Sound, un estudio ubicado en Nashville, Tennessee. Bob Ferguson produjo el álbum mientras que Tom Pick se desempeñó como ingeniero de audio. Porter 'n' Dolly contenía diez canciones. Ocho de las canciones fueron escritas o coescritas por Parton. Wagoner escribió «The Power of Love» solo y «Sixteen Years» junto con el ingeniero Pick. Las sesiones de grabación del álbum se llevaron a cabo el 23 y 24 de mayo de 1974. Estas dos sesiones produjeron ocho de las diez pistas del álbum. Las otras dos pistas se grabaron durante las sesiones de álbumes anteriores. «Sounds of Nature» se grabó durante una sesión del 30 de septiembre de 1971 para el álbum The Right Combined/Burning the Midnight Oil (1972) y «Together You and I» se grabó durante una sesión del 2 de mayo de 1972 para el álbum Together Always (1972).

## Promoción
Porter 'n' Dolly contenía un sencillo. «Please Don't Stop Loving Me» fue lanzado en julio de 1974. El sencillo se convirtió en un éxito número uno en la lista Hot Country Singles. También se convirtió en un éxito menor en la lista canadiense Country Playlist, alcanzando el número 45. Aunque cada uno de ellos había encabezado la lista Hot Country Singles individualmente muchas veces, «Please Don't Stop Loving Me» fue su única canción a dueto en alcanzar el puesto número uno.

## Rendimiento comercial
El álbum debutó en el número 49 de la lista Billboard Hot Country LPs el 14 de septiembre de 1974. Alcanzó el puesto número 8 en la lista el 26 de octubre, su séptima semana en la lista, donde permaneció una semana más. El álbum estuvo en la lista durante 25 semanas.

## Recepción de la crítica
Un escritor no especificado de la revista Cash Box declaró: “Este nuevo LP presenta material excelente y el inimitable dúo suena mejor que nunca. El LP es una colección brillante y Porter y Dolly siempre han sido un dúo excepcional en la escena de la música country”.

## Legado
Parton volvería a grabar «The Fire That Keeps You Warm» para su álbum de 1976, All I Can Do. Parton también regrabaría «Together You and I» para su álbum de 2011, Better Day.

## Lista de canciones
Todas las canciones escritas y compuestas por Dolly Parton, excepto donde esta anotado.
Lado uno
1. «Please Don't Stop Loving Me» (Parton, Porter Wagoner) – 2:45
2. «The Fire That Keeps You Warm» – 2:07
3. «Too Far Gone» – 2:10
4. «We'd Have to Be Crazy» – 2:32
5. «The Power of Love» (Wagoner) – 2:22

Lado dos
1. «Sixteen Years» (Wagoner, Tom Pick) – 2:47
2. «Together You and I» – 2:20
3. «Without You» – 2:25
4. «Two» – 2:37
5. «Sounds of Nature» (Parton, Wagoner) – 2:17

## Posicionamiento
| Gráfica (1974)                             | Pico de posición |
| ------------------------------------------ | ---------------- |
| Estados Unidos (Billboard Hot Country LPs) | 8                |